# Lista planetelor minore/185301–185400
Aceasta este Lista planetelor minore/185301–185400; pentru a naviga prin lista completă vezi Lista planetelor minore.
Pentru ale detalii vezi și Proiect:Astronomie sau Portal:Astronomie.
| Nume     | Denumire provizorie | Data descoperirii | Locul descoperirii      | Descoperitor(i)        |
| -------- | ------------------- | ----------------- | ----------------------- | ---------------------- |
| 185301 - | 2006 UY266          | 27 octombrie 2006 | Catalina                | CSS                    |
| 185302 - | 2006 UK270          | 27 octombrie 2006 | Kitt Peak               | Spacewatch             |
| 185303 - | 2006 UB271          | 27 octombrie 2006 | Mount Lemmon            | Mount Lemmon Survey⁠(d) |
| 185304 - | 2006 UG271          | 27 octombrie 2006 | Kitt Peak               | Spacewatch             |
| 185305 - | 2006 UA275          | 28 octombrie 2006 | Kitt Peak               | Spacewatch             |
| 185306 - | 2006 UP276          | 28 octombrie 2006 | Mount Lemmon            | Mount Lemmon Survey⁠(d) |
| 185307 - | 2006 UA278          | 28 octombrie 2006 | Kitt Peak               | Spacewatch             |
| 185308 - | 2006 UR286          | 28 octombrie 2006 | Kitt Peak               | Spacewatch             |
| 185309 - | 2006 UN291          | 27 octombrie 2006 | Ottmarsheim⁠(d)          | C. Rinner              |
| 185310 - | 2006 UE321          | 19 octombrie 2006 | Kitt Peak               | M. W. Buie⁠(d)          |
| 185311 - | 2006 UO324          | 19 octombrie 2006 | Mount Lemmon            | Mount Lemmon Survey⁠(d) |
| 185312 - | 2006 UV325          | 20 octombrie 2006 | Kitt Peak               | M. W. Buie⁠(d)          |
| 185313 - | 2006 UA328          | 17 octombrie 2006 | Kitt Peak               | Spacewatch             |
| 185314 - | 2006 UO328          | 19 octombrie 2006 | Catalina                | CSS                    |
| 185315 - | 2006 UV328          | 19 octombrie 2006 | Mount Lemmon            | Mount Lemmon Survey⁠(d) |
| 185316 - | 2006 UE329          | 21 octombrie 2006 | Kitt Peak               | Spacewatch             |
| 185317 - | 2006 UL329          | 23 octombrie 2006 | Catalina                | CSS                    |
| 185318 - | 2006 UW330          | 16 octombrie 2006 | Apache Point            | A. C. Becker⁠(d)        |
| 185319 - | 2006 UG331          | 16 octombrie 2006 | Catalina                | CSS                    |
| 185320 - | 2006 UH331          | 16 octombrie 2006 | Catalina                | CSS                    |
| 185321 - | 2006 VJ2            | 10 noiembrie 2006 | Vallemare di Borbona⁠(d) | V. S. Casulli⁠(d)       |
| 185322 - | 2006 VF5            | 10 noiembrie 2006 | Kitt Peak               | Spacewatch             |
| 185323 - | 2006 VD6            | 10 noiembrie 2006 | Kitt Peak               | Spacewatch             |
| 185324 - | 2006 VE11           | 11 noiembrie 2006 | Mount Lemmon            | Mount Lemmon Survey⁠(d) |
| 185325 - | 2006 VE14           | 14 noiembrie 2006 | Vallemare di Borbona⁠(d) | V. S. Casulli⁠(d)       |
| 185326 - | 2006 VC17           | 9 noiembrie 2006  | Kitt Peak               | Spacewatch             |
| 185327 - | 2006 VP21           | 10 noiembrie 2006 | Kitt Peak               | Spacewatch             |
| 185328 - | 2006 VS25           | 10 noiembrie 2006 | Kitt Peak               | Spacewatch             |
| 185329 - | 2006 VK26           | 10 noiembrie 2006 | Kitt Peak               | Spacewatch             |
| 185330 - | 2006 VU26           | 10 noiembrie 2006 | Kitt Peak               | Spacewatch             |
| 185331 - | 2006 VG31           | 10 noiembrie 2006 | Kitt Peak               | Spacewatch             |
| 185332 - | 2006 VO32           | 11 noiembrie 2006 | Mount Lemmon            | Mount Lemmon Survey⁠(d) |
| 185333 - | 2006 VG34           | 11 noiembrie 2006 | Catalina                | CSS                    |
| 185334 - | 2006 VU34           | 11 noiembrie 2006 | Catalina                | CSS                    |
| 185335 - | 2006 VO35           | 11 noiembrie 2006 | Mount Lemmon            | Mount Lemmon Survey⁠(d) |
| 185336 - | 2006 VR35           | 11 noiembrie 2006 | Mount Lemmon            | Mount Lemmon Survey    |
| 185337 - | 2006 VH37           | 11 noiembrie 2006 | Catalina                | CSS                    |
| 185338 - | 2006 VQ37           | 11 noiembrie 2006 | Catalina                | CSS                    |
| 185339 - | 2006 VR37           | 11 noiembrie 2006 | Catalina                | CSS                    |
| 185340 - | 2006 VT37           | 11 noiembrie 2006 | Palomar                 | NEAT                   |
| 185341 - | 2006 VB38           | 12 noiembrie 2006 | Catalina                | CSS                    |
| 185342 - | 2006 VF44           | 13 noiembrie 2006 | Catalina                | CSS                    |
| 185343 - | 2006 VK46           | 9 noiembrie 2006  | Kitt Peak               | Spacewatch             |
| 185344 - | 2006 VS48           | 10 noiembrie 2006 | Kitt Peak               | Spacewatch             |
| 185345 - | 2006 VW53           | 11 noiembrie 2006 | Kitt Peak               | Spacewatch             |
| 185346 - | 2006 VH54           | 11 noiembrie 2006 | Kitt Peak               | Spacewatch             |
| 185347 - | 2006 VW55           | 11 noiembrie 2006 | Kitt Peak               | Spacewatch             |
| 185348 - | 2006 VM57           | 11 noiembrie 2006 | Kitt Peak               | Spacewatch             |
| 185349 - | 2006 VW57           | 11 noiembrie 2006 | Kitt Peak               | Spacewatch             |
| 185350 - | 2006 VQ61           | 11 noiembrie 2006 | Kitt Peak               | Spacewatch             |
| 185351 - | 2006 VV68           | 11 noiembrie 2006 | Kitt Peak               | Spacewatch             |
| 185352 - | 2006 VJ70           | 11 noiembrie 2006 | Kitt Peak               | Spacewatch             |
| 185353 - | 2006 VZ71           | 11 noiembrie 2006 | Mount Lemmon            | Mount Lemmon Survey⁠(d) |
| 185354 - | 2006 VC74           | 11 noiembrie 2006 | Kitt Peak               | Spacewatch             |
| 185355 - | 2006 VK74           | 11 noiembrie 2006 | Kitt Peak               | Spacewatch             |
| 185356 - | 2006 VW75           | 11 noiembrie 2006 | Kitt Peak               | Spacewatch             |
| 185357 - | 2006 VP78           | 12 noiembrie 2006 | Mount Lemmon            | Mount Lemmon Survey⁠(d) |
| 185358 - | 2006 VB83           | 13 noiembrie 2006 | Kitt Peak               | Spacewatch             |
| 185359 - | 2006 VG85           | 13 noiembrie 2006 | Kitt Peak               | Spacewatch             |
| 185360 - | 2006 VZ88           | 14 noiembrie 2006 | Goodricke-Pigott⁠(d)     | R. A. Tucker⁠(d)        |
| 185361 - | 2006 VX94           | 15 noiembrie 2006 | Kitt Peak               | Spacewatch             |
| 185362 - | 2006 VG96           | 10 noiembrie 2006 | Kitt Peak               | Spacewatch             |
| 185363 - | 2006 VK96           | 10 noiembrie 2006 | Kitt Peak               | Spacewatch             |
| 185364 - | 2006 VQ103          | 12 noiembrie 2006 | Lulin Observatory⁠(d)    | H.-C. Lin⁠(d), Q.-z. Ye |
| 185365 - | 2006 VW107          | 13 noiembrie 2006 | Kitt Peak               | Spacewatch             |
| 185366 - | 2006 VM110          | 13 noiembrie 2006 | Kitt Peak               | Spacewatch             |
| 185367 - | 2006 VW114          | 14 noiembrie 2006 | Mount Lemmon            | Mount Lemmon Survey⁠(d) |
| 185368 - | 2006 VL116          | 14 noiembrie 2006 | Socorro                 | LINEAR                 |
| 185369 - | 2006 VJ117          | 14 noiembrie 2006 | Kitt Peak               | Spacewatch             |
| 185370 - | 2006 VJ120          | 14 noiembrie 2006 | Mount Lemmon            | Mount Lemmon Survey⁠(d) |
| 185371 - | 2006 VA121          | 14 noiembrie 2006 | Kitt Peak               | Spacewatch             |
| 185372 - | 2006 VG129          | 15 noiembrie 2006 | Socorro                 | LINEAR                 |
| 185373 - | 2006 VM129          | 15 noiembrie 2006 | Socorro                 | LINEAR                 |
| 185374 - | 2006 VP129          | 15 noiembrie 2006 | Socorro                 | LINEAR                 |
| 185375 - | 2006 VY130          | 15 noiembrie 2006 | Catalina                | CSS                    |
| 185376 - | 2006 VS135          | 15 noiembrie 2006 | Kitt Peak               | Spacewatch             |
| 185377 - | 2006 VH137          | 15 noiembrie 2006 | Kitt Peak               | Spacewatch             |
| 185378 - | 2006 VS138          | 15 noiembrie 2006 | Kitt Peak               | Spacewatch             |
| 185379 - | 2006 VF139          | 15 noiembrie 2006 | Kitt Peak               | Spacewatch             |
| 185380 - | 2006 VW142          | 14 noiembrie 2006 | Socorro                 | LINEAR                 |
| 185381 - | 2006 VC143          | 14 noiembrie 2006 | Socorro                 | LINEAR                 |
| 185382 - | 2006 VY154          | 8 noiembrie 2006  | Palomar                 | NEAT                   |
| 185383 - | 2006 WE2            | 18 noiembrie 2006 | 7300 Observatory⁠(d)     | W. K. Y. Yeung         |
| 185384 - | 2006 WL6            | 16 noiembrie 2006 | Kitt Peak               | Spacewatch             |
| 185385 - | 2006 WR7            | 16 noiembrie 2006 | Kitt Peak               | Spacewatch             |
| 185386 - | 2006 WA13           | 16 noiembrie 2006 | Mount Lemmon            | Mount Lemmon Survey⁠(d) |
| 185387 - | 2006 WK24           | 17 noiembrie 2006 | Mount Lemmon            | Mount Lemmon Survey    |
| 185388 - | 2006 WX37           | 16 noiembrie 2006 | Kitt Peak               | Spacewatch             |
| 185389 - | 2006 WJ42           | 16 noiembrie 2006 | Mount Lemmon            | Mount Lemmon Survey⁠(d) |
| 185390 - | 2006 WG46           | 16 noiembrie 2006 | Kitt Peak               | Spacewatch             |
| 185391 - | 2006 WR46           | 16 noiembrie 2006 | Kitt Peak               | Spacewatch             |
| 185392 - | 2006 WP55           | 16 noiembrie 2006 | Kitt Peak               | Spacewatch             |
| 185393 - | 2006 WA58           | 17 noiembrie 2006 | Kitt Peak               | Spacewatch             |
| 185394 - | 2006 WU60           | 17 noiembrie 2006 | Catalina                | CSS                    |
| 185395 - | 2006 WZ70           | 18 noiembrie 2006 | Kitt Peak               | Spacewatch             |
| 185396 - | 2006 WX79           | 18 noiembrie 2006 | Kitt Peak               | Spacewatch             |
| 185397 - | 2006 WN85           | 18 noiembrie 2006 | Kitt Peak               | Spacewatch             |
| 185398 - | 2006 WF92           | 19 noiembrie 2006 | Kitt Peak               | Spacewatch             |
| 185399 - | 2006 WL92           | 19 noiembrie 2006 | Kitt Peak               | Spacewatch             |
| 185400 - | 2006 WK94           | 19 noiembrie 2006 | Kitt Peak               | Spacewatch             |